# Torarica Group
Torarica Group is een hotelgroep in Paramaribo, Suriname, die bestaat uit Torarica Resort, Royal Torarica en Eco Torarica. De eerste twee hebben vier sterren en Eco Torarica drie sterren. Torarica verwijst naar Thorarica, de hoofdstad van Suriname ten tijde van de verovering door de Engelsman Lord Francis Willoughby in de 17e eeuw. Torarica staat genoteerd aan de Suriname Stock Exchange. Via het Torarica Community Fund financiert de hotelgroep goede doelen in de maatschappij.
Voor Torarica Resort staat sinds de opening in 1962 een standbeeld van een kotomisi, ter ere van de traditionele creoolse koto.

## Geschiedenis
In juli 1956 verscheen een rapport van twee topmannen van Pan American Airways over de toerismepotentie in Suriname waarin positieve conclusies werden getrokken en aanbevelingen werden gedaan. De markt werd toen ingeschat op minimaal zesduizend bezoekers per jaar. Om deze bezoekers aan te kunnen werd de bouw van een hotel met tachtig kamers aanbevolen. Dit hotel, Torarica, werd uiteindelijk gebouwd en op 10 juli 1962 geopend door minister Paul van Philips van Economische Zaken. Het hotel werd ontworpen door de in Paramaribo gevestigde, Nederlandse architect Peter Nagel.
Het Eco Torarica werd in de jaren negentig overgenomen.
In 2007 volgde de bouw van Royal Torarica, direct naast het andere hotel aan de Kleine Waterstraat in het centrum van Paramaribo.

## Galerij
De Torarica Group bestaat uit het Torarica Resort , Eco Torarica en Royal Torarica. Voor 2026 staat de oplevering gepland voor een Long Stay Hotel met 116 appartementen.

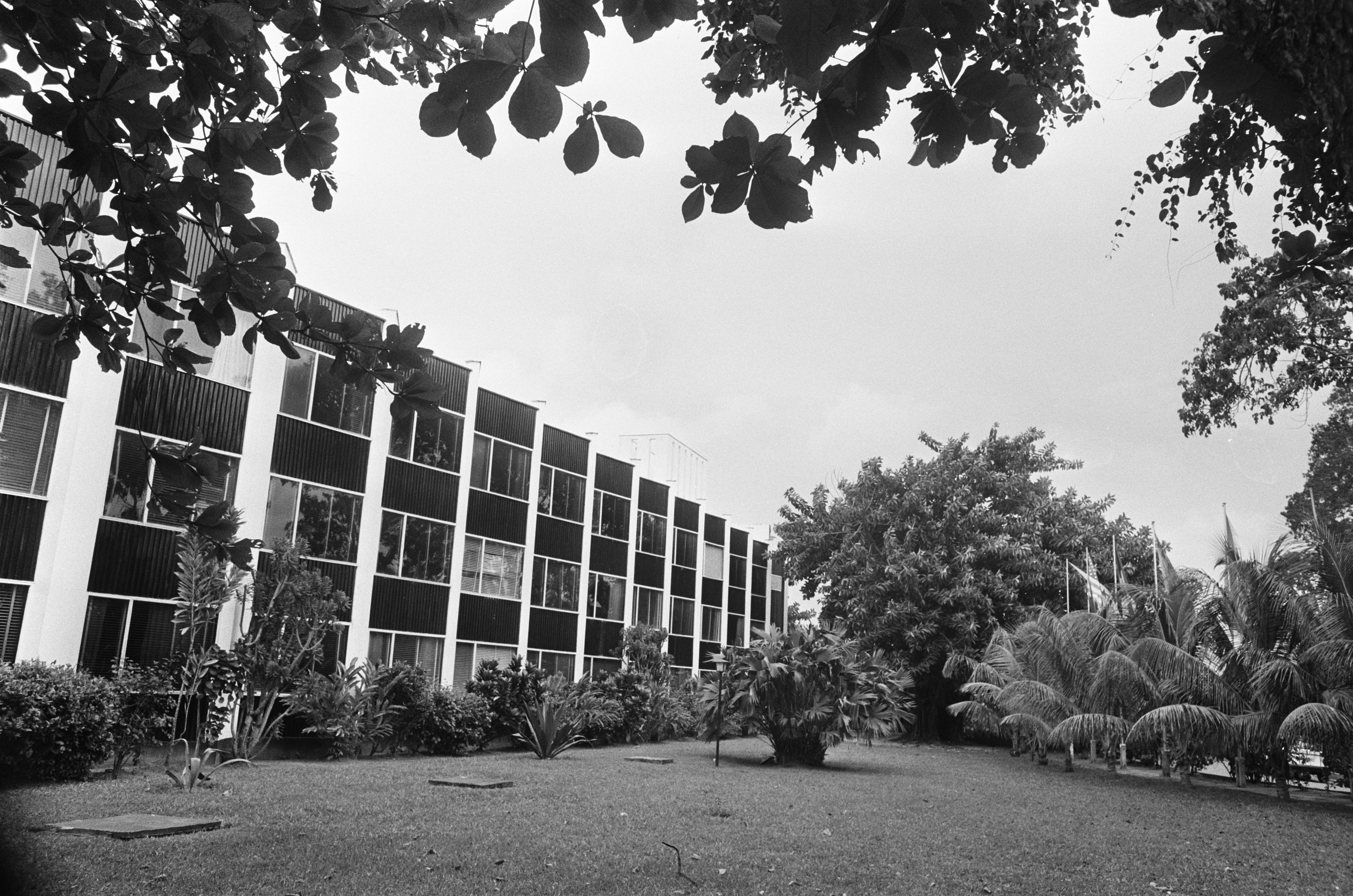
Torarica Resort (in 1975)
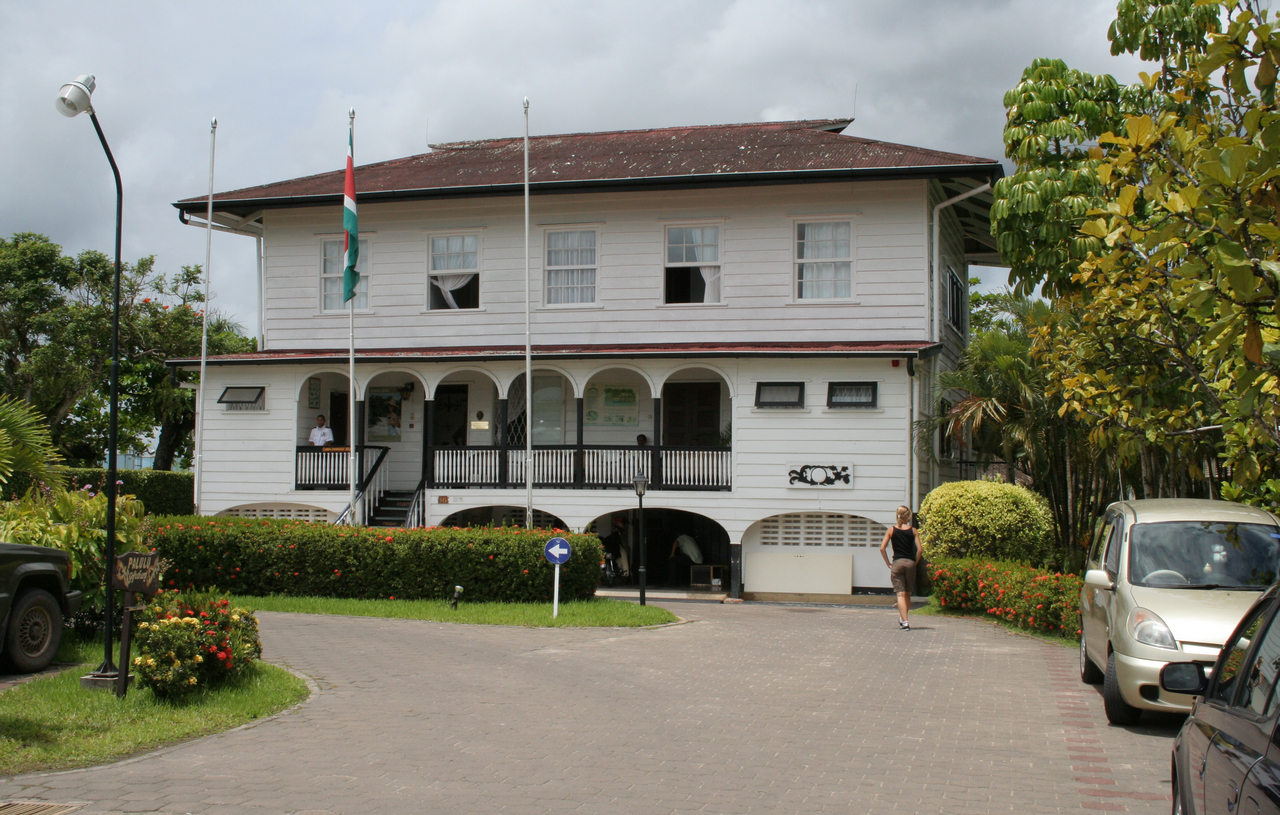
Eco Torarica (in 2008)
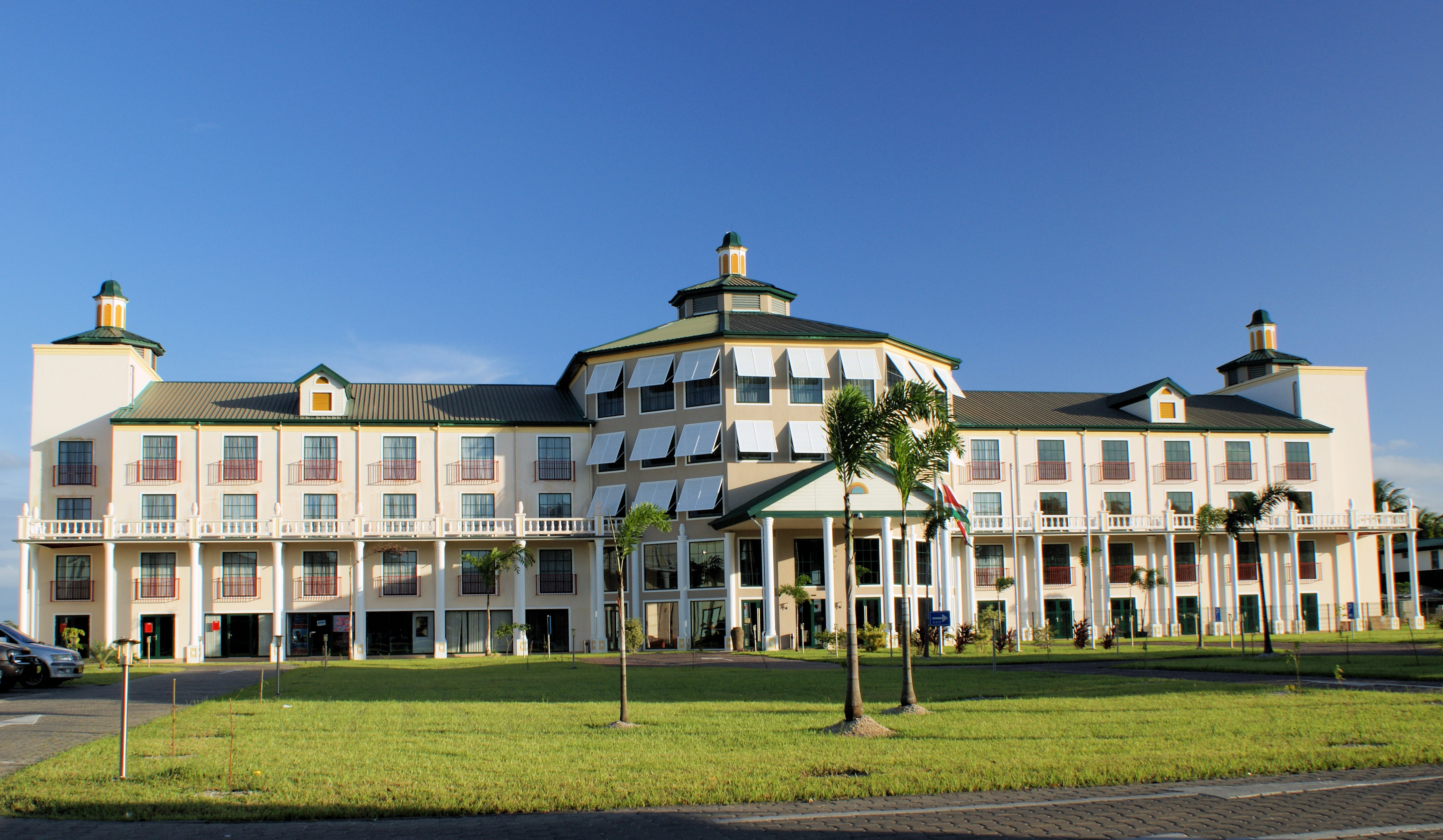
Royal Torarica (in 2014)